# Poecilia mexicana
Poecilia mexicana es una especie de pez ciprinodontiforme de la familia de los pecílidos.

## Morfología
Los  machos pueden alcanzar los 11 cm de longitud total.

## Distribución geográfica
Se encuentran desde México hasta Guatemala.